# Andreas Weiß (Orgelbauer, 1596)
Andreas Weiß (* 1596; † 1670) war ein deutscher Orgelbauer.

## Leben und Werk
Andreas Weiß begründete die Orgelbautradition in Ostheim vor der Rhön. Er baute im Jahre 1619 die Orgel für die gerade fertiggestellte, neue evangelische Pfarrkirche St. Michael in Ostheim. Während dieser Zeit lernte der Mittzwanziger die Tochter des damaligen Pfarrers kennen, Katharina Götz, die er am 21. Mai 1625 in Ostheim ehelichte. Später wirkte er als Orgelbauer von Meiningen aus. Der Wirkungsbereich von Weiß in Westthüringen grenzte westlich an das Tätigkeitsgebiet der hessischen Orgelbauerfamilie Georg Wagner.

## Werkliste
| Jahr | Ort              | Gebäude             | Bild | Manuale | Register | Bemerkungen                          |
| ---- | ---------------- | ------------------- | ---- | ------- | -------- | ------------------------------------ |
| 1626 | Münnerstadt      | St. Maria Magdalena |      | II/p    | 20       | Neubau; 1850 abgebrochen und ersetzt |
| 1629 | Themar           |                     |      | II/P    | 23       | Neubau                               |
| 1642 | Clausthal        | Marktkirche         |      | II/P    | 29       | Neubau                               |
| 1643 | Osterode am Harz | St. Ägidien         |      | II/P    |          | Erweiterung um ein Rückpositiv       |
| 1644 | Gotha            |                     |      | III/P   | 48       | Neubau                               |